# Somalopyrgus
Somalopyrgus is een geslacht van rechtvleugeligen uit de familie Pyrgomorphidae. De wetenschappelijke naam van dit geslacht is voor het eerst geldig gepubliceerd in 1964 door Kevan & Akbar.

## Soorten
Het geslacht Somalopyrgus omvat de volgende soorten:
- Somalopyrgus messanai Baccetti, 1985
- Somalopyrgus rotundipennis Kevan & Akbar, 1964